# Попереднє розслідування
«Попереднє розслідування» (рос. «Предварительное расследование») — радянський художній фільм 1978 року. Сценарій фільму написаний Борисом Можаєвим, останній фільм трилогії про міліціонера Серьожкина, продовження кінофільмів «Господар тайги» (1968) і «Пропажа свідка» (1971) з Валерієм Золотухіним в головній ролі.

## Сюжет
Капітан Серьожкин всього місяць працює на новому місці. Він розслідує випадок побиття бригадира сплавників Чубатова своїми працівниками після того, як великий пліт сів на мілину. Одночасно згорає лісосклад, а сторож-удегеєць вмирає, вважаючи себе винним у пожежі. У процесі попереднього розслідування з'ясовується, що звітність за витрачені на сплав кошти майже не велася. Прокурор вважає, що довести, куди йшла видана бригадиру готівка, неможливо, а ліса в результаті немає. Він наказує заарештувати бригадира. Серьожкин, однак, вірить, що Чубатов — чесна людина, яка виявляла ініціативу і забезпечувала весь район будівельним лісом, а в допущених помилках в звітності винен, в тому числі, і райвиконком, і керівники залучених підприємств. Він також вважає, що садити Чубатова нема за що, так як він провів велику роботу, а пліт так чи інакше буде доставлений в найближчий паводок. Однак змушений заарештувати бригадира. За допомогою місцевих удегейців Серьожкин викриває начальника лісоскладу Боборикина в умисному підпалі. Через суперечності з прокурором і начальником міліції Серьожкина усувають від ведення справи Чубатова. Однак капітан Серьожкин звертається з підготовленими документами до першого секретаря райкому, який в результаті підтримує його і вирішує провести збори райвиконкому по недолікам, що склалися в лісозаготівельній практиці.

## У ролях
- Валерій Золотухін —  капітан міліції Василь Фокич Серьожкин
- Юрій Назаров —  бригадир сплавників Іван Гаврилович Чубатов
- Надія Рєпіна —  Дар'я, наречена Чубатова
- Володимир Гостюхін —  Павло Боборикін
- Віктор Шульгін —  дядько Федот
- Максим Мунзук —  Арчо, удигеєць
- Валентин Грачов —  Микола Дмитрович Савельєв, прокурор
- Георгій Юматов —  начальник міліції, підполковник
- Олег Голубицький —  Федір Олександрович, голова райвиконкому
- Іван Савкін —  Всеволод Миколайович, перший секретар райкому партії
- Леонід Чубаров —  Василь Іванович Зав'ялов
- Алла Мещерякова —  Таня, дружина Серьожкина
- Юрій Ільянов —  Сольд Семенович
- Володимир Разумовський —  бородатий лісоруб
- Семен Сафонов —  лісоруб
- Ія Арепіна —  секретарка в райкомі
- Денис Золотухін —  син Серьожкина
- Олександр Тавакай —  епізод
- Віра Петрова —  учасниця наради
- Георгій Всеволодов —  учасник наради

## Знімальна група
- Автор сценарію:  Борис Можаєв
- Режисер:  Андрій Разумовський
- Оператор:  Борис Брожовський
- Композитор:  Ігор Єфремов